# Закон Йеркса — Додсона
Зако́н Йе́ркса — До́дсона в психологии утверждает, что наилучшие результаты достигаются при средней интенсивности мотивации. Существует определённая граница, за которой дальнейшее её увеличение приводит к ухудшению результатов.
Роберт Йеркс и Джон Додсон в 1908 году установили: чтобы научить животных проходить лабиринт, лучше подходит средний уровень мотивации (она задавалась интенсивностью ударов тока).
Известно, чтобы осуществлялась деятельность, необходима достаточная мотивация. Однако, если мотивация слишком сильна, увеличивается уровень активности и напряжения, вследствие чего в деятельности (и в поведении) наступают определённые разлады, то есть эффективность работы ухудшается. В таком случае высокий уровень мотивации вызывает нежелательные эмоциональные реакции (напряжение, волнение, стресс и т. п.), что приводит к ухудшению деятельности.
Экспериментально установлено, что существует определённый оптимум (оптимальный уровень) мотивации, при котором деятельность выполняется лучше всего (для данного человека, в конкретной ситуации).
Для задач различной трудности максимальная результативность достигается:
- для сложных задач — при слабой мотивации (при 2—3 по 10-балльной шкале),
- для средних — при средней (около 5),
- для простых — при высокой (7—8 и даже выше)[2].